# Prinsenlaan (métro de Rotterdam)
Prinsenlaan est une station du tronc commun de la ligne A et la ligne B du métro de Rotterdam. Elle est située sur la Prins Alexanderlaan, au croisement avec la Prinsenlaan, dans l'arrondissement Prins Alexander, entre les quartiers Oosterflank (nl) et Het Lage Land (nl), à Rotterdam aux Pays-Bas.
Mise en service en 1983, elle est desservie, depuis 2009, par les rames de la ligne A et la ligne B du métro.

## Situation sur le réseau

Plan du métro.

Établie en surface, Prinsenlaan, est une station de passage et de correspondance de la section de voie commune entre la ligne A et la ligne B du métro de Rotterdam. Elle est située entre la station, de la section commune, Oosterflank, en direction du terminus nord de la ligne A Binnenhof ou du terminus nord de la ligne B Nesselande, et la station de la section commune Schenkel, en direction du terminus sud-ouest de la ligne A Vlaardingen-West ou du terminus sud-ouest de la ligne B Hoek van Holland-Haven,,.
La station dispose de deux quais latéraux, l'un est établi au nord du passage à niveau avec la Prinsenlaan et l'autre est établi à son sud.

## Histoire
La station Prinsenlaan est mise en service le 28 mai 1983, lors de l'ouverture à l'exploitation du prolongement de la ligne Est-Ouest (nl) de Capelsebrug au nouveau terminus Binnenhof, dans le quartier Ommoord (nl).
En 2005, la station est modernisée et parée de la nouvelle identité visuelle des stations du métro de Rotterdam.

## Services aux voyageurs

### Accès et accueil
Située Prins Alexanderlaan 110, 3066LK Rotterdam, la station dispose deux accès ; au sud du quai nord et au nord du quai sud. Elle est équipée d'automates pour la recharge ou l'achat de titres de transport et d'abris sur ses quais latéraux. Elle est accessible aux personnes à la mobilité réduite.

### Desserte

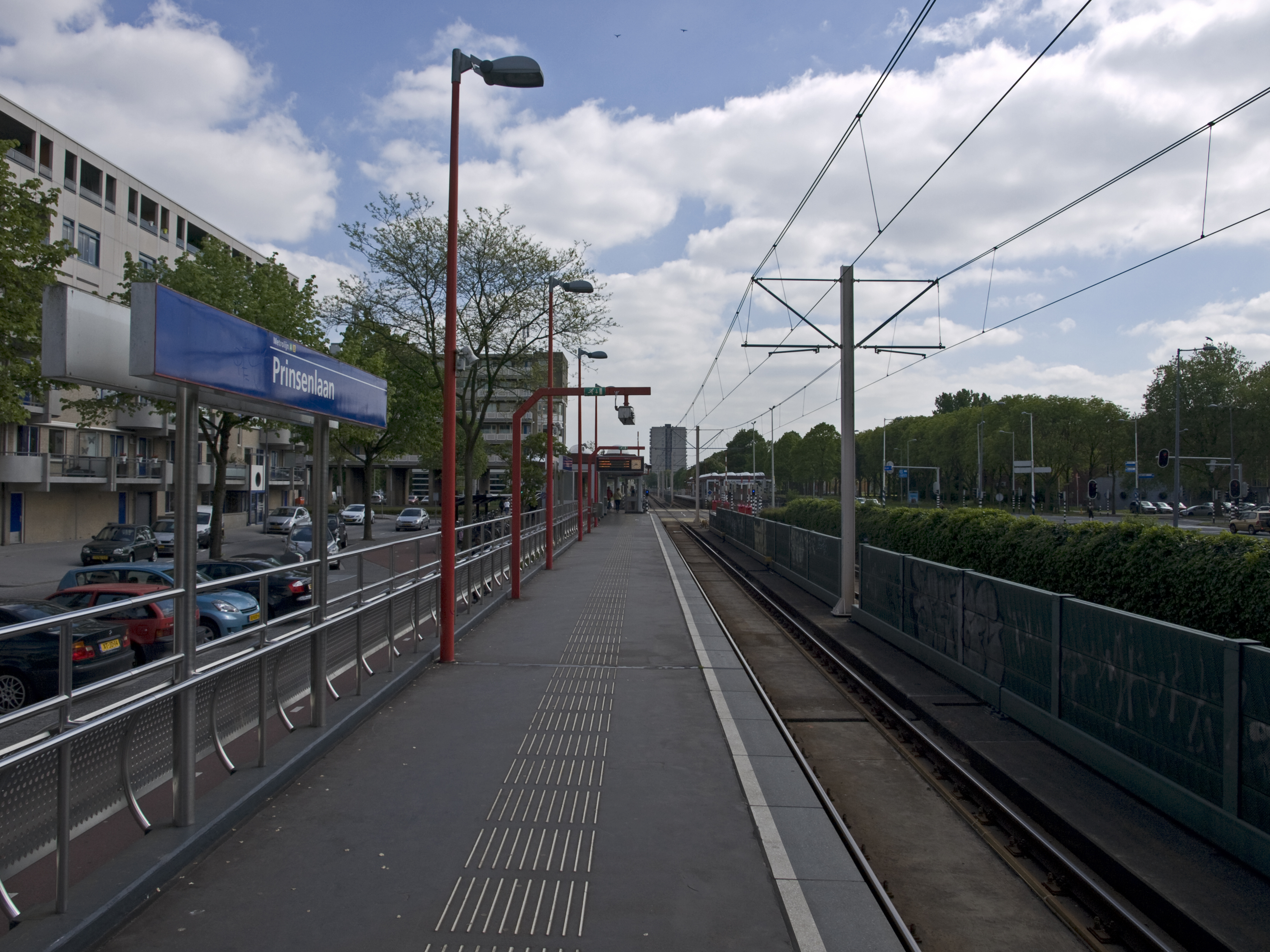
Quai latéral nord en 2015.

Elle est desservie par les rames qui circulent sur la section commune à la ligne A et à la ligne B.

### Intermodalité
Deux abris, non sécurisés, pour les vélos sont installés, l'un au quai Nord et l'autre au quai sud. Il n'y a pas de parking pour les véhicules si ce n'est quelques places le long des voies routières.

## À proximité
- Hôpital IJsselland (nl)